# أليوت سيغال
أليوت سيغال (بالإنجليزية: Elliot Segal)‏ هو مقدم برامج إذاعية أمريكي، ولد في 17 فبراير 1969 في مونتريال في كندا.